# Vortex Jazz Club

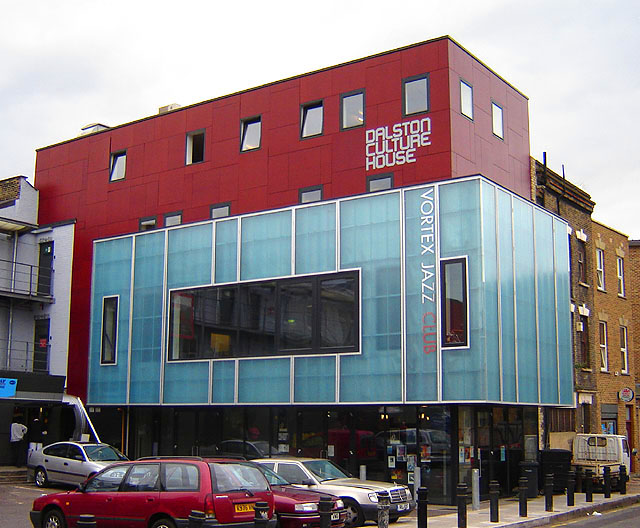
Das Dalston Culture House, in dem sich der Vortex Jazz Club befindet (2005)

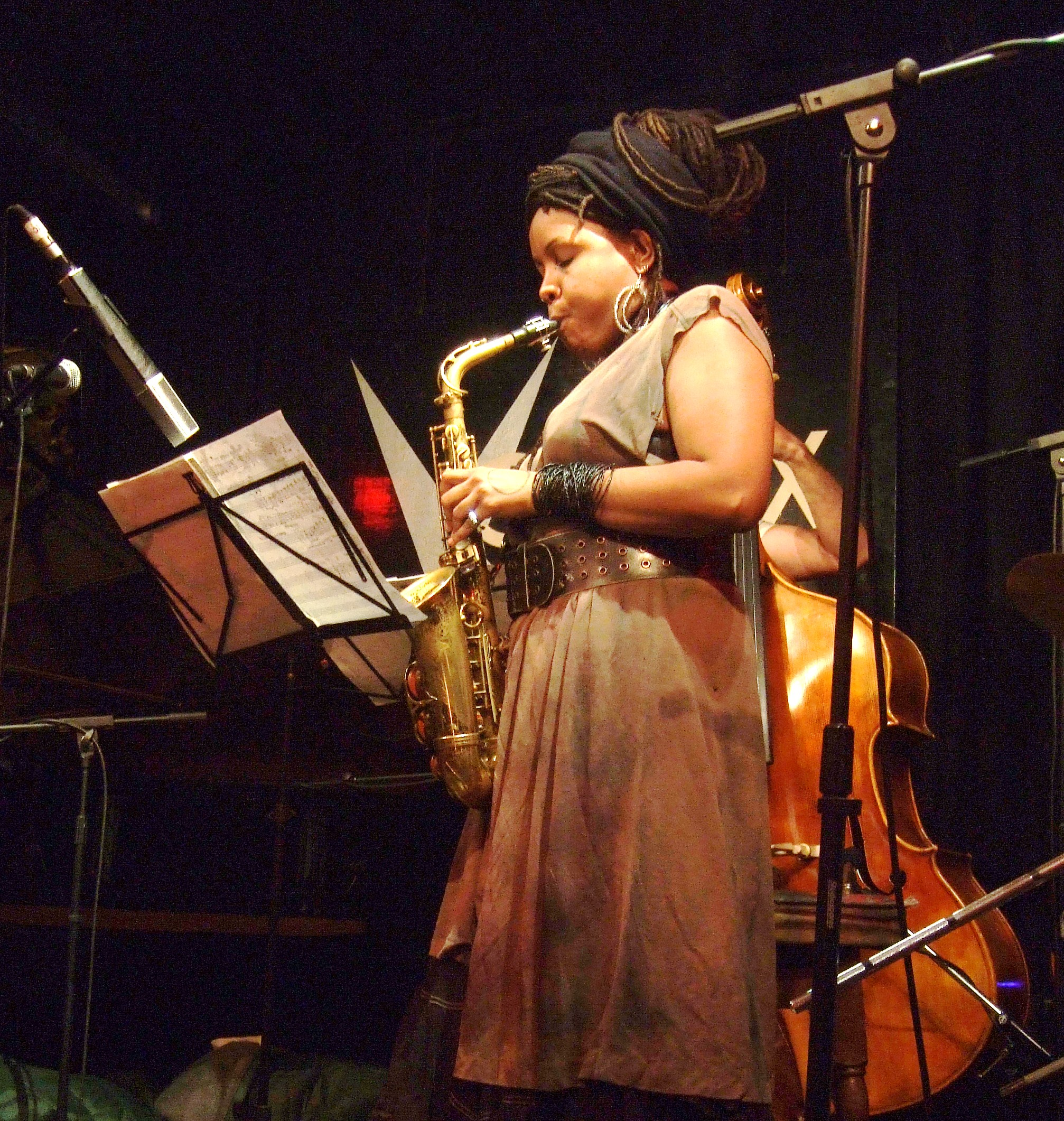
Matana Roberts bei einem Auftritt im Vortex Club 2009

Der Vortex Jazz Club (auch Vortex Dalston) ist ein Veranstaltungsort für Jazz und Improvisationsmusik in London.
Der Veranstaltungsort Vortex befindet sich in Dalston, einem Stadtteil im London Borough of Hackney, nordöstlich des Stadtzentrums von London (1 Gillett Square, N16 8JH) und wurde 1990 von John Russell und Chris Burn zunächst in Stoke Newington gegründet. Neben Musikveranstaltungen ist Vortex eine Spielstätte für Lyrik/Gesprochenes Wort, Tanz, Film und Kunstperformances.
Dort entstanden Konzertmitschnitte u. a. von Gail Brand, John Butcher, Derek Bailey, Taylor Ho Bynum, Lol Coxhill, Elton Dean, Paul Dunmall, Hugh Hopper/Mark Hewins, Barry Guy, Stefan Keune, David Liebman, Paul Lytton, Steve Noble, Evan Parker und Veryan Weston.

## Diskographische Hinweise
- Evan Parker/Barry Guy/Paul Lytton: At the Vortex (Emanem, 1996)
- Elton Dean Quartet/Roswell Rudd: Rumours of an Incident (Slam, 1996), mit Alex Maguire, Marcio Mattos, Mark Sanders
- Paul Dunmall/John Adams/Oren Marshall/Mark Sanders/Steve Noble: Zap II (DUNS, 1997)
- Veryan Weston/Stu Butterfield/John Grieve/John Edwards: Unearthed (33 Records, 1998)
- John Butcher with Derek Bailey and Rhodri Davies: Vortices and Angels (Emanem, 2000)
- David Liebman/Evan Parker/Tony Bianco: Relevance (Red Toucan, 2008)
- Gail Brand & Mark Sanders: Instinct & the Body (Regardless, 2008)
- Julian Joseph: Live at The Vortex in London (ASC, 2008)
- Deirdre Cartwright/Kathy Dyson: Emily Remembered: Dedicated to the Memory of Emily Remler (Blow the Fuse, 2010)
- The Convergence Quartet: Slow and Steady (NoBusiness Records, 2011), mit Taylor Ho Bynum, Alexander Hawkins, Dominic Lash, Harris Eisenstadt
- François Carrier/Michel Lambert/John Edwards/Steve Beresford: Overground to the Vortex (Not Two Records, 2011)
- Led Bib: The Good Egg (The 10th Anniversary Album)  (Cuneiform, 2013), mit Pete Grogan, Chris Williams, Toby McLaren, Liran Donin, Mark Holub
- Stefan Keune, Dominic Lash, Steve Noble: Fractions (NoBusiness, 2013)